# Ovaliptila lindbergi
Ovaliptila lindbergi är en insektsart som först beskrevs av Lucien Chopard 1957.  Ovaliptila lindbergi ingår i släktet Ovaliptila och familjen syrsor.

## Underarter
Arten delas in i följande underarter:
- O. l. lindbergi
- O. l. nana